# Colegio Interamericano de Defensa
El Colegio Interamericano de Defensa (CID) es una institución educativa internacional ubicada en el Distrito de Columbia, Estados Unidos, que funciona bajo la dependencia de la Organización de los Estados Americanos (OEA) y la Junta Interamericana de Defensa (JID).

## Historia
El Colegio Interamericano de Defensa está ubicado en el Fuerte Lesley J. McNair y se inauguró oficialmente el 9 de octubre de 1962 cuando el Secretario de Estado de los Estados Unidos, Dean Rusk, entregó el edificio y mobiliario en nombre del gobierno de los Estados Unidos. El Doctor José A. Mora, entonces Secretario General de la Organización de Estados Americanos, fue el principal orador durante la ceremonia de inauguración. La primera promoción, que consistía de 29 cursantes representando a 15 de los países americanos, recibieron sus diplomas el 20 de marzo de 1963 cuando el vicepresidente de los Estados Unidos, Lyndon B. Johnson, pronunció el discurso de graduación e hizo entrega de las diplomas.
Desde su apertura, más de 2500 estudiantes se han graduado del Colegio Interamericano de Defensa, muchos de los cuales han pasado a convertirse en presidentes, ministros, embajadores o funcionarios generales de sus respectivos estados. Tres graduados del CDI han sido elegidos presidentes: el ecuatoriano Lucio Gutiérrez, la chilena Michelle Bachelet y el guatemalteco Otto Pérez Molina.

## Programa
El CID es un instituto internacional de educación que depende y recibe el financiamiento de la OEA y de la Junta Interamericana de Defensa. Aprovecha los centros académicos y de investigaciones de la ciudad de Washington para el dictado de sus cursos además de efectuar viajes académicos externos a países americanos. El CID es una institución singular en el Hemisferio Occidental en el sentido de que tanto los docentes como los cursantes son de una composición internacional. La amplia participación internacional ofrece una oportunidad extraordinaria de intercambiar ideas además de crear una base sólida para fomentar un mejor entendimiento del sistema interamericano. La estrecha colaboración entre los docentes y cursantes fomenta una estrecha cooperación profesional y personal al enriquecerse con la presencia de alumnos de diversa procedencia.
Cada país miembro de la OEA puede presentar candidatos para ser cursantes en el CID. Desde su inicio, más de 2500 cursantes de 24 países se han graduado del Colegio. Más del 40 por ciento de los egresados han sido ascendidos al grado de general, almirante o el equivalente civil para ocupar puestos de liderazgo en sus respectivos países. Como se puede constatar con los que se han graduado, el Colegio prepara a personas de mucho talento para luego ocupar importantes puestos de dirección en el continente americano.